# Fabrício de Souza
Fabrício de Souza (Imbituba; 5 de julio de 1982), también conocido como Fabrício, es un exfutbolista brasileño que se desempeñaba como centrocampista defensivo.
Jugó para clubes como el Corinthians, Júbilo Iwata, Cruzeiro, São Paulo y Vasco da Gama.

## Trayectoria

### Clubes
| Club                     | País   | Año         |
| ------------------------ | ------ | ----------- |
| União São João           | Brasil | 2001        |
| Corinthians              | Brasil | 2001 - 2005 |
| Júbilo Iwata             | Japón  | 2006 - 2007 |
| Cruzeiro                 | Brasil | 2008 - 2011 |
| São Paulo                | Brasil | 2012 - 2014 |
| → Vasco da Gama (cedido) | Brasil | 2014        |
| Joinville                | Brasil | 2015        |